# Krkavice (Slezské Beskydy)
Krkavice (polsky Kyrkawica, 978 m n. m.) je nevýrazná hora v západní části Slezských Beskyd. Leží asi 4,5 km severovýchodně od Jablunkova na česko-polské státní hranici. Česká část leží na území okresu Frýdek-Místek (Moravskoslezský kraj), polská v okrese Cieszyn (Slezské vojvodství). Hora se nachází v hlavním hřbetu pásma Čantoryje mezi Velkým Stožkem a Kyčerou. Hřbet v těchto místech mění svůj směr ze severo-jižního na západo-východní. Směrem k Jablunkovu (na západ) vybíhá z Krkavice do údolí Olše boční rameno Gruníčku (832 m). Na hlavním hřbetu ve směru na Kyčeru se nacházejí pískovcové skalní výchozy.

## Přístup
Přes vrchol Krkavice prochází hlavní hřebenová trasa v úseku mezi Velkým Stožkem a Kyčerou, která je na polské straně značena červeně, na české modře. Dále sem vede i žlutá značka z obce Jasnowice.